# Myroconger
Famille
Genre
Myroconger est un genre de poissons anguilliformes, le seul de la famille des Myrocongridae.

## Liste des genres
Selon World Register of Marine Species (30 septembre 2015) et FishBase (30 septembre 2015) :
- genre Myroconger Günther, 1870
  - Myroconger compressus Günther, 1870
  - Myroconger gracilis Castle, 1991
  - Myroconger nigrodentatus Castle & Béarez, 1995
  - Myroconger prolixus Castle & Béarez, 1995
  - Myroconger seychellensis Karmovskaya, 2006